# Vionville
Ne doit pas être confondu avec Vienville.
Vionville est une ancienne commune française située dans le département de la Moselle, en Lorraine, dans la région administrative Grand Est. Depuis le 1er janvier 2019, c'est une  commune déléguée au sein de la commune nouvelle de Rezonville-Vionville.

## Géographie

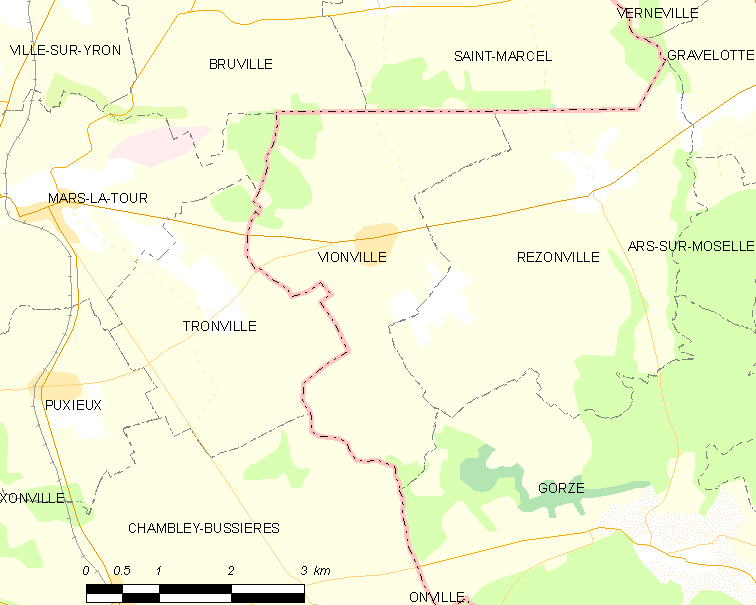
Carte de la commune.

La commune fait partie du parc naturel régional de Lorraine.

## Toponymie
Le nom de la localité est attesté sous les formes Vydonis villa (1156) ; Wionvilla (1200) ; Wionville (1269) ; Wyonville (1273) ; Vyonville (1429) ; Vionville (1793).

En lorrain, le nom s'écrit Vionvelle.

Nombre de villes portaient un nom qui évoquait une borne miliaire. C’est le cas de Vionville, anciennement Vittonville, issu de vicesimam (20e borne, vitsesimam par altération phonétique) et effectivement à cette distance de Verdun. C'est également le cas d'Harmonville, à la quarantième (quadragesimam) lieue, et de bien d'autres localités.

Pour Albert Dauzat et Charles Rostaing, il s'agirait d’une formation toponymique médiévale en -ville au sens ancien de « domaine rural ». Le premier élément Vion- représente un anthroponyme selon le cas général. Les auteurs identifient le nom de personne germanique Wido, au cas régime.

La forme du nom de personne en français central est Guyon, ancien cas régime du prénom Guy et que l'on retrouve dans le nom de lieu homonyme Guyonvelle (Haute-Marne, Guionville 1294 - 1295). Le V- initial de Vionville au lieu du G(u)- de Guyonvelle s'explique par la situation de Vionville au nord de l'isoglosse W- / G(u)-, avec conservation du W- caractéristique des dialectes d'oïl septentrionaux, mais dans ce cas il est passé de [w] à [v] vers le XII-XIIIe siècle comme en normand septentrional ou en allemand, contrairement au wallon ou à l'anglais. L'amuïssement de [d] intervocalique s'est fait régulièrement en langue d'oïl et une partie du domaine roman.

## Histoire
Le villa dépendait de l'ancienne terre de Gorze dont les seigneurs étaient les comtes de Bar. Vionville fut le théâtre de durs combats au cours de la guerre franco-prussienne de 1870. De 1871 à 1919, Vionville faisait partie de l'Alsace-Lorraine au sein de l'Empire allemand.
La commune fut de nouveau le théâtre de durs combats au cours de la bataille de Metz en septembre 1944.
Le 1er janvier 2019, elle fusionne avec sa voisine Rezonville pour former la commune nouvelle de Rezonville-Vionville, dont elle devient commune déléguée.

## Politique et administration

### Liste des maires successifs
| Période                                  | Période       | Identité          | Étiquette | Qualité |
| ---------------------------------------- | ------------- | ----------------- | --------- | ------- |
| mars 1995                                | mars 2001     | Philippe Lerond   | x         |         |
| mars 2001                                | mars 2008     | Serge Plessis     | x         |         |
| mars 2008                                | décembre 2018 | Alain Millescamps |           |         |
| Les données manquantes sont à compléter. |               |                   |           |         |

### Liste des maires délégués
| Période      | Période  | Identité         | Étiquette | Qualité |
| ------------ | -------- | ---------------- | --------- | ------- |
| janvier 2019 | En cours | Vincent Boniface |           |         |

## Démographie
L'évolution du nombre d'habitants est connue à travers les recensements de la population effectués dans la commune depuis 1793. Pour les communes de moins de 10 000 habitants, une enquête de recensement portant sur toute la population est réalisée tous les cinq ans, les populations de référence des années intermédiaires étant quant à elles estimées par interpolation ou extrapolation. Pour la commune, le premier recensement exhaustif entrant dans le cadre du nouveau dispositif a été réalisé en 2004.

En 2016, la commune comptait 184 habitants, en évolution de +5,14 % par rapport à 2010 (Moselle : +0,52 %, France hors Mayotte : +2,11 %).
| 1793 | 1800 | 1806 | 1821 | 1836 | 1841 | 1861 | 1866 | 1871 |
| ---- | ---- | ---- | ---- | ---- | ---- | ---- | ---- | ---- |
| 272  | 307  | 324  | 352  | 381  | 417  | 456  | 440  | 402  |

| 1875 | 1880 | 1885 | 1890 | 1895 | 1900 | 1905 | 1910 | 1921 |
| ---- | ---- | ---- | ---- | ---- | ---- | ---- | ---- | ---- |
| 435  | 407  | 396  | 378  | 363  | 344  | 329  | 316  | 257  |

| 1926 | 1931 | 1936 | 1946 | 1954 | 1962 | 1968 | 1975 | 1982 |
| ---- | ---- | ---- | ---- | ---- | ---- | ---- | ---- | ---- |
| 241  | 211  | 217  | 224  | 196  | 167  | 167  | 142  | 151  |

| 1990 | 1999 | 2004 | 2006 | 2009 | 2014 | 2016 | - | - |
| ---- | ---- | ---- | ---- | ---- | ---- | ---- | - | - |
| 129  | 145  | 151  | 160  | 167  | 182  | 184  | - | - |

## Culture locale et patrimoine

### Lieux et monuments
- passage d'une voie romaine ;
- monument commémoratif de la bataille de 1870 : colonne en pierre de Jaumont portant l'inscription 3. brandburgische Rgt. n°20. Ce monument a été érigé en mémoire des soldats du 3e régiment d'infanterie brandebourgeois tombés le 16 août 1870 à la bataille de Rezonville, nommée bataille de Vionville-Mars-la-Tour par les historiens allemands.

Monuments commémoratifs
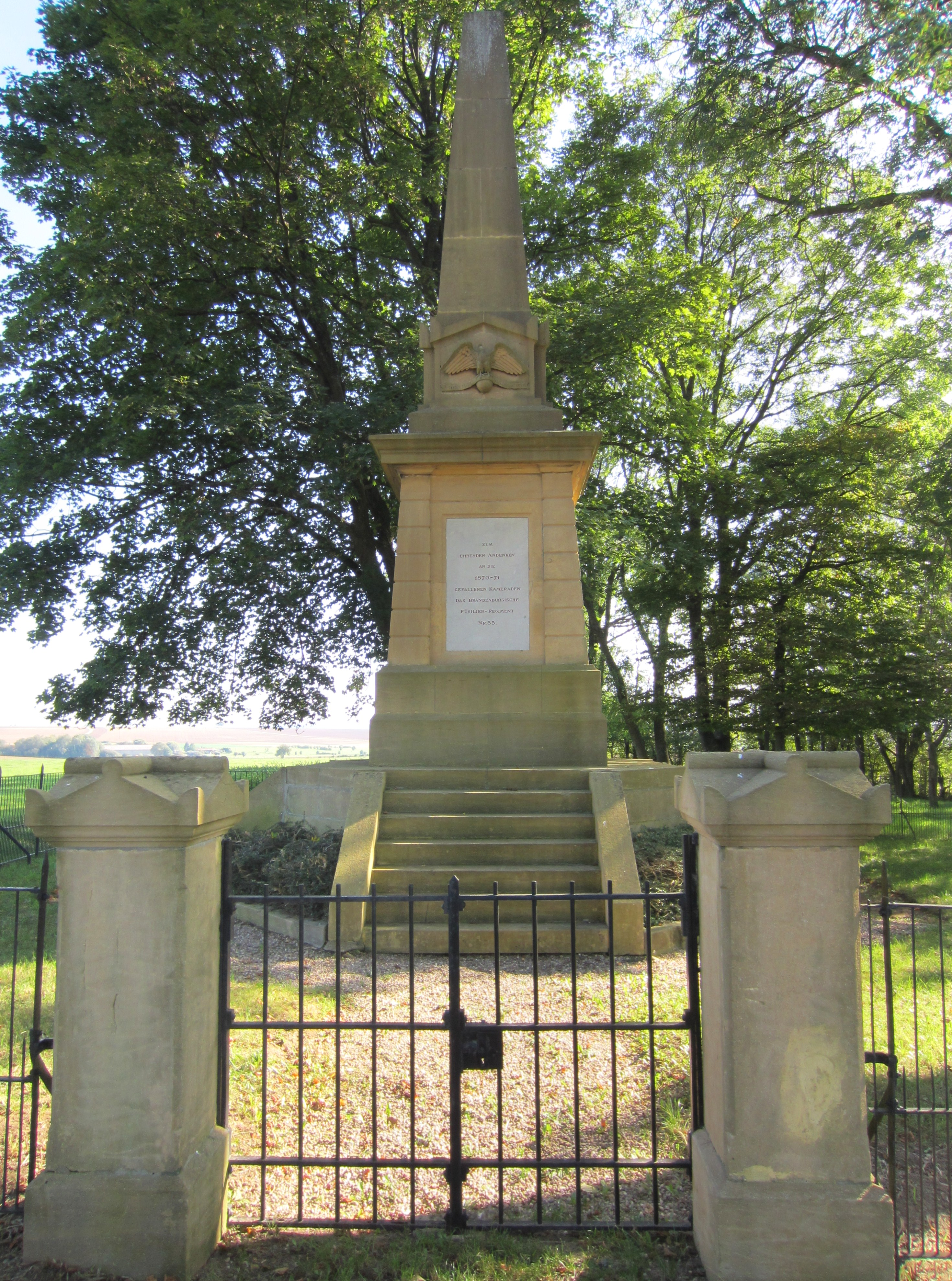
Monument commémoratif allemand de la guerre de 1870.
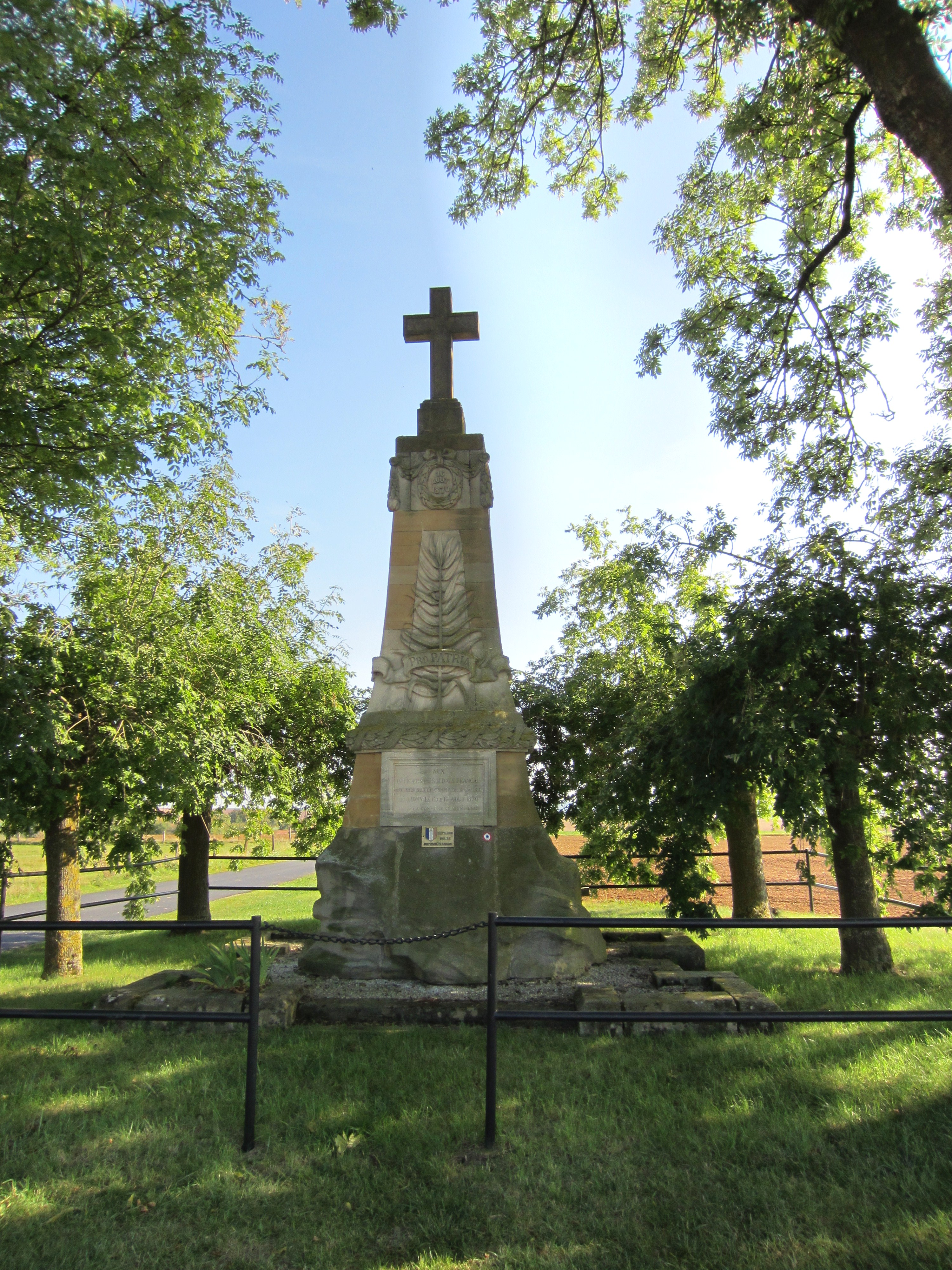
Monument commémoratif français de la guerre de 1870.
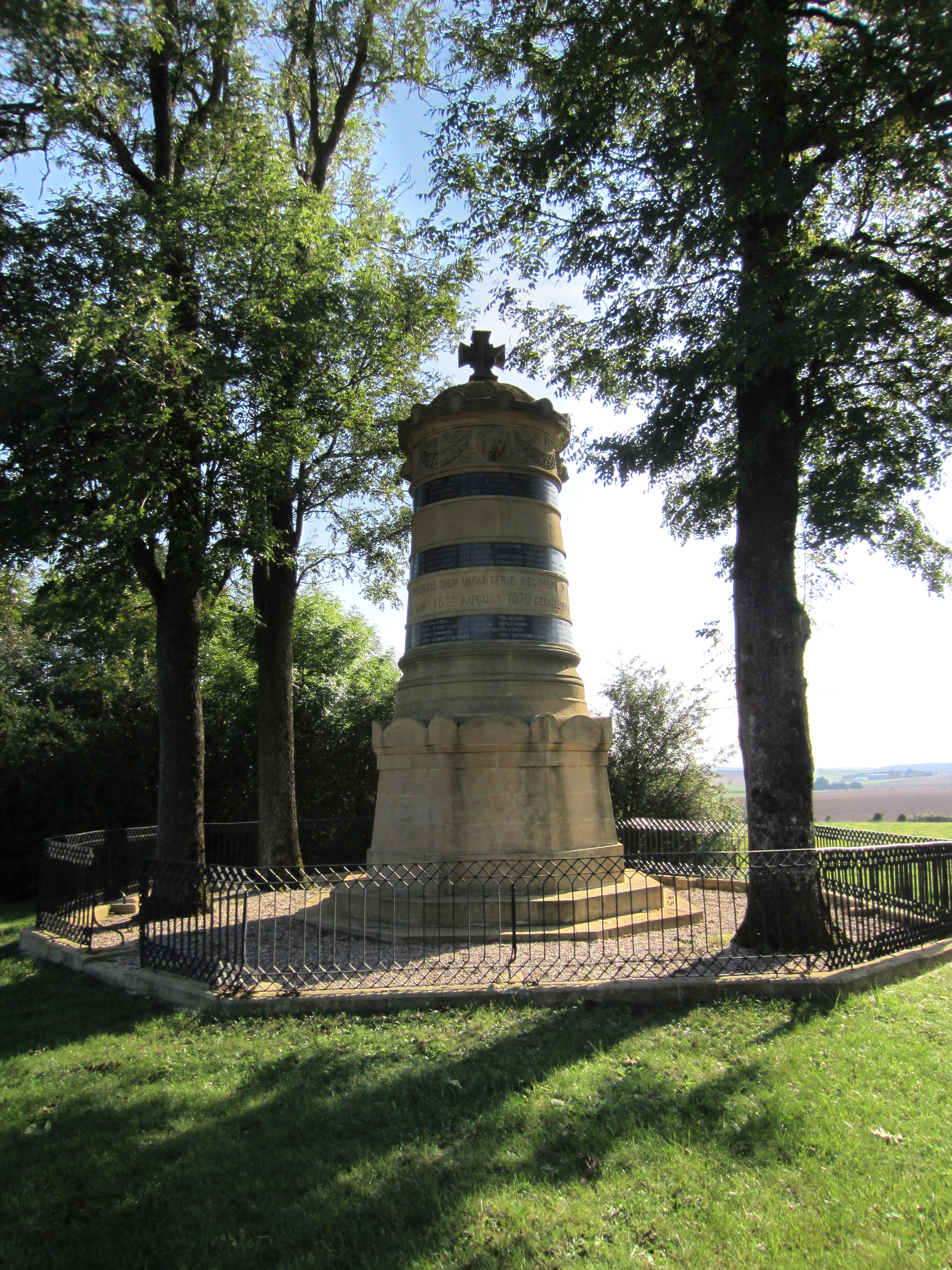
Monument commémoratif allemand de la guerre de 1870.

#### Édifice religieux
- Église Saint-Clément : chœur du XIVe siècle et clocher roman du XIIe siècle (MH) ; armoire eucharistique et oculus du XVe siècle ; façade du XIXe siècle.

### Héraldique
| Blason de Vionville | Blason  | D'azur au Saint-Gorgon à cheval armé de pied en cap, accompagné de trois molettes d'éperon, le tout d'or. |
| Blason de Vionville | Détails | Le statut officiel du blason reste à déterminer.                                                          |